# Natalie O’Hara
Natalie O’Hara (* 17. Dezember 1976 in Göttingen) ist eine deutsche Schauspielerin.

## Biografie
Natalie O’Hara ist die Tochter einer deutschen Flötistin und eines US-amerikanischen methodistischen Theologen.
Ab dem Alter von sieben Jahren nahm sie Ballett-, Gesangs- und Klavierunterricht. Es folgten Rollen in Schultheateraufführungen sowie ein Titel als Bundespreisträgerin Jugend musiziert. Nach dem Abitur absolvierte sie eine dreijährige Musicalausbildung in Hamburg und nahm Schauspielunterricht bei Geraldine Baron, Horst Antlitz und Marianne Bernhardt.
Ihren ersten Fernsehauftritt hatte O’Hara 1999 in der ARD-Serie St. Angela, ihre erste Hauptrolle 2004 in der Rosamunde-Pilcher-Verfilmung Tiefe der Gefühle. Seit 2008 gehört sie zum Hauptcast der ZDF-Serie Der Bergdoktor, in der sie die Gastwirtin Susanne Dreiseitl verkörpert.
Neben ihren Filmrollen ist O’Hara seit 2000 als Theaterschauspielerin tätig, anfangs unter anderem am Ernst-Deutsch-Theater in Hamburg. Weiterhin hatte sie Engagements an der Komödie im Bayerischen Hof, im Alten Schauspielhaus Stuttgart sowie bei den Hamburger Kammerspielen.
Für ihre Leistung im Solostück Alice – Spiel um dein Leben war O’Hara 2023 für den Theaterpreis Der Faust in der Kategorie Schauspiel nominiert. Das Theaterstück über eine verfolgte jüdische Pianistin wird seit Oktober 2022 in den Hamburger Kammerspielen aufgeführt. O’Hara hat das Stück produziert, übernimmt alle mehr als 20 Rollen und spielt live Klavier. 2023 erschien auch ein Musikalbum, für das die Schauspielerin alle Klavierstücke aufgenommen hat.
O’Hara ist mit dem Entertainment-Manager Johannes Mock-O’Hara verheiratet und lebt in Hamburg.

## Werke

### Filmrollen (Kino/Fernsehen, Auswahl)
- 1999: Alphateam – Die Lebensretter im OP (Fernsehserie)
- 1999: St. Angela (Fernsehserie, Folge Hochzeit mit Hindernissen)
- 2000: Girl (Kinofilm)
- 2000: Der Ermittler (Fernsehserie)
- 2000: Die zwei Leben meines Vaters (Fernsehfilm)
- 2001: Wilsberg (Fernsehserie, Folge Wilsberg und der letzte Anruf)
- 2001: Evelyn Hamanns Geschichten aus dem Leben – Spezial
- 2001: Unser Charly (Fernsehserie)
- 2001: Drei mit Herz (Fernsehfilm)
- 2001: Herzschlag (Fernsehfilm)
- 2001: Tatort – Eine unscheinbare Frau
- 2001: Welcher Mann sagt schon die Wahrheit (Fernsehfilm)
- 2001: Doppelter Einsatz (Fernsehserie, Folge Todesangst)
- 2002: Für alle Fälle Stefanie (Fernsehserie, Folge Alte Bäume, junges Grün)
- 2002: Die Rettungsflieger (Fernsehserie, Folge Gerüchteküche)
- 2002: SK Kölsch (Fernsehserie)
- 2002: Mann gesucht, Liebe gefunden (Fernsehfilm)
- 2003: Der Dicke (Fernsehserie, Folge Kunstfehler)
- 2003: Alphateam – Die Lebensretter im OP (Fernsehserie)
- 2003: SOKO Leipzig (Fernsehserie, Folge Der letzte Ausweg)
- 2003: K3 – Kripo Hamburg (Fernsehserie)
- 2003: Großstadtrevier (Fernsehserie, Folge Pillendreher)
- 2004: Rosamunde Pilcher (Fernsehserie, Folge Tiefe der Gefühle)
- 2004: Der Landarzt (Fernsehserie)
- 2004: Beyond the Sea, Kino
- 2004: Fuck me? Fuck you! (Kino-Kurzfilm)
- 2004: SOKO Leipzig (Fernsehserie, Folge 4x09 Notwehr)
- 2005: Barbara Wood (Fernsehserie, Folge Sturmjahre)
- 2005: Sperling (Fernsehserie, Folge Sperling und der Fall Wachutka)
- 2006: Unsere Farm in Irland (Fernsehserie, Folge Wolken über der Küste)
- 2006: Rosamunde Pilcher (Fernsehserie, Folge Wo die Liebe begann)
- 2007: Rosamunde Pilcher (Fernsehserie, Folge Sieg der Liebe)
- 2007: Unsere Farm in Irland (Fernsehserie, Folge Neues Leben)
- 2007: Das Traumschiff (Fernsehserie, Folge Spezial)
- seit 2008: Der Bergdoktor (ZDF, Fernsehserie)
- 2009: SOKO 5113 (Fernsehserie, Folge Junggesellenabschied)
- 2009: Forsthaus Falkenau (Fernsehserie, Folge Kahlschlag)
- 2009: Küstenwache (Fernsehserie, Folge Verraten und Verkauft)
- 2010: Küstenwache (Fernsehserie, Folge Um jeden Preis)
- 2010: Um Himmels Willen (Fernsehserie, Folge Pferdetherapie)
- 2011: SOKO Donau (Fernsehserie, Folge Flächenbrand)
- 2012: Menage à Trois (Kurzfilm)
- 2012: Die Rosenheim-Cops (Fernsehserie, Folge Tödliche Konkurrenz)
- 2016: SOKO Köln (Fernsehserie, Folge Krüger ist tot!)
- seit 2017: Die Toten von Salzburg (Fernsehreihe)
  - 2017: Königsmord
  - 2019: Wolf im Schafspelz
  - 2021: Schwanengesang
  - 2021: Treibgut
  - 2022: Schattenspiel
  - 2024: Süßes Gift
- 2018: Familie Dr. Kleist (Fernsehserie, Folge Das macht uns nur stärker)
- 2018: SOKO Stuttgart (Fernsehserie, Doppelfolge Späte Rache)

### Theater (Auswahl)
- 2000: Momo, Deutsches Theater Göttingen, Rolle: Liliana/Managerin
- 2000: Push Up, Theater in der Basilika Hamburg, Rolle: Sabine
- 2002: Faust, Ernst Deutsch Theater Hamburg, Rolle: Erscheinung / Frosch / u. a.
- 2002–2004: Creeps, Ernst Deutsch Theater Hamburg & Tournee BRD, Rolle: Lilly
- 2009: Die 39 Stufen, Contra-Kreis-Theater Bonn, Rolle: Pamela / Annabella / Margaret
- 2010: Die 39 Stufen, Komödie im Bayerischen Hof, Rolle: Pamela / Annabella / Margaret
- 2010: Die 39 Stufen, Tournee Theater am Kurfürstendamm, Rolle: Pamela / Annabella / Margaret
- 2011: Verliebt, verlobt...verliebt, Contra-Kreis-Theater Bonn, Rolle: Diana
- 2012: Sylt – Ein Irrtum Gottes, Hamburger Kammerspiele, Rolle: Candy / Ina Briese
- 2012: Rain Man, Fritz Rémond Theater Frankfurt, Rolle: Susan
- 2014: Auf und davon, Marqurdt Stuttgart, Rolle: Elizabeth[14]
- 2014: Minna von Barnhelm, Altes Schauspielhaus Stuttgart, Rolle: Minna[1]
- 2016: Was ihr wollt, Brüder-Grimm-Festspiele Hanau, Rolle: Olivia[15]
- 2017: Im Himmel ist kein Zimmer frei, Komödie im Marquardt Stuttgart, Rolle: Sophie
- 2017: Geächtet, Schauspiel von Ayad Akhtar, Altes Schauspielhaus Stuttgart, ab 2018 auch als Tourneeproduktion (Euro-Studio Landgraf/Tourneetheater Thespiskarren), Rolle: Emily
- 2022:  Nur drei Worte, Altes Schauspielhaus Stuttgart, Rolle: Annie[16]
- 2022: Alice – Spiel um dein Leben, Bühnenstück von Kim Langner, Hamburger Kammerspiele, Solo alle Rollen und Piano